# 小叶折柄茶
小叶折柄茶（学名：Stewartia tonkinensis），为山茶科折柄茶属下的一个植物种。种加名 tonkinensis 意为越南“东京的”。